# Виго Меано (Тренто)
Виго Меано је насеље у Италији у округу Тренто, региону Трентино-Јужни Тирол.
Према процени из 2011. у насељу је живело 871 становника. Насеље се налази на надморској висини од 547 м.